# Mała Niedźwiedzianka
Mała Niedźwiedzianka (niem. Klein Barenbruch Bach) – strumień w północno-zachodniej Polsce, prawy dopływ Niedźwiedzianki. Płynie przez północno-wschodnią część Puszczy Bukowej w województwie zachodniopomorskim. 
Strumień w północno-wschodniej części Puszczy, biorący początek w podmokłym zaklęśnięciu terenu u podnóża Niedźwiadka, po jego zachodniej stronie i płynie ku północy, by na skraju lasu połączyć się z Wielką Niedźwiedzianką. Długość 1,1 km, jednak sucha obecnie dolina tego cieku, skierowana ku południowemu zachodowi, sięga aż po zbieg Gęsiej Szyi z Drogą Sarnią. W pobliżu jej źródła głaz narzutowy Błażej.